# سوق الشبكة المظلمة
تفصيل للمنتجات المتداولة (3 يونيو 2015)

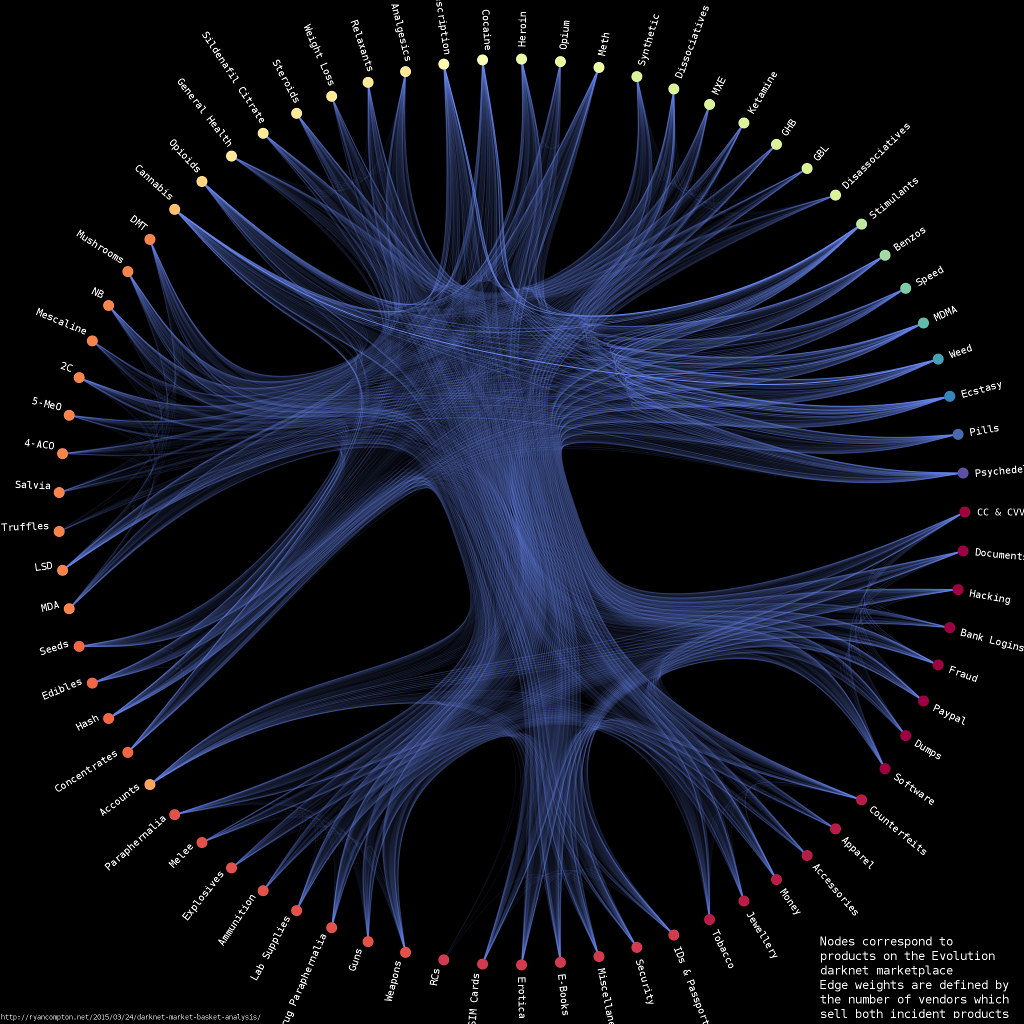
تحليل شبكي لسوق Evolution المُتَوقِف وفيه يظهر أنواع المنتجات وبائعوها

سوق الدارك نت أو سوق الشبكة المظلمة (بالإنجليزية: Darknet market) هو موقع إلكتروني تجاري على الدارك ويب يعمل عبر الشبكات المظلمة التي تخفي الهوية مثل بروتوكولات تور وآي 2 بي. وتؤدي أساساً وظيفة السوق السوداء من خلال البيع أو التواسط في معاملات وخدمات ممنوعة من مخدرات وأسلحة سيبرانية وأسلحة وعملات مزورة وتفاصيل بطاقات ائتمانية مسروقة ووثائق مزورة وأدوية غير مرخصة وستيرويدات ومنتجات أخرى غير مشروعة بالإضافة لبيع منتجات قانونية. اقترحت دراسة أجراها غاريث أوين من جامعة بورتسموث في ديسمبر من عام 2014 أن ثاني أكثر المواقع شعبيةً على تور كانت أسواق الدارك نت. من أبرز هذه المواقع موقع سيلك رود.